# Новосергієво
Новосе́ргієво (рос. Новосергиево) — село у складі Богородського міського округу Московської області, Росія.

## Населення
Населення — 60 осіб (2010; 50 у 2002).
Національний склад (станом на 2002 рік):
- росіяни — 100 %